# 霍华德·金西
霍华德·金西（英語：Howard Kinsey，1899年12月3日—1966年7月26日），美国男子网球运动员。他曾获得法国网球公开赛男子双打冠军、美国网球公开赛男子双打冠军。

## 家庭
哥哥罗伯特·金西。